# Jani Likavec
Jani Likavec, slovenski rokometaš, * 10. marec 1968, Hrpelje-Kozina.
Likavec je za Slovenijo nastopil na Poletnih olimpijskih igrah 2000 v Sydneyju, kjer je z reprezentanco osvojil osmo mesto.